# Awaous
Awaous és un gènere de peixos de la família dels gòbids i de l'ordre dels perciformes.

## Taxonomia
- Awaous acritosus (Watson, 1994)[2]
- Awaous aeneofuscus (Peters, 1852)[3]
- Awaous banana (Valenciennes, 1837)[4]
- Awaous commersoni (Schneider, 1801)[5]
- Awaous flavus (Valenciennes, 1837)[6]
- Awaous grammepomus (Bleeker, 1849)[7]
- Awaous guamensis (Valenciennes, 1837)[6]
- Awaous lateristriga (Duméril, 1861)[8]
- Awaous litturatus (Steindachner, 1861)[9]
- Awaous melanocephalus (Bleeker, 1849)[7]
- Awaous nigripinnis (Valenciennes, 1837)[6]
- Awaous ocellaris (Broussonet, 1782)[10]
- Awaous personatus (Bleeker, 1849)[7]
- Awaous tajasica (Lichtenstein, 1822)[11][12][13][14][15][16][17][18]